# Långholmen
Långholmen – wyspa i jednocześnie dzielnica w centralnym Sztokholmie, położona w między Södermalmem a Kungsholmen. Zgodnie z nazwą (långholm, szw. długa wyspa) ma podłużny kształt, wymiary wyspy to około 1380 × 405 m. Powierzchnia wyspy to 36 ha. W 2008 roku zamieszkiwało ją 149 osób. Ponad Långholmen przebiega most Västerbron, wyspa połączona jest z Södermalmem dwoma innymi mostami.
W latach 1874–1975 na wyspie działało największe w Szwecji więzienie. Po likwidacji więzienia w jego budynku urządzono schronisko młodzieżowe.
8 sierpnia 1993 podczas pokazów lotniczych rozbił się na Långholmen samolot JAS 39 Gripen. Mimo dużej liczby zgromadzonych widzów nikt nie został poważnie ranny.
Obecnie Långholmen jest popularnym terenem rekreacyjnym, znajdują się tu parki i kąpieliska.